# هارلم (نيويورك)

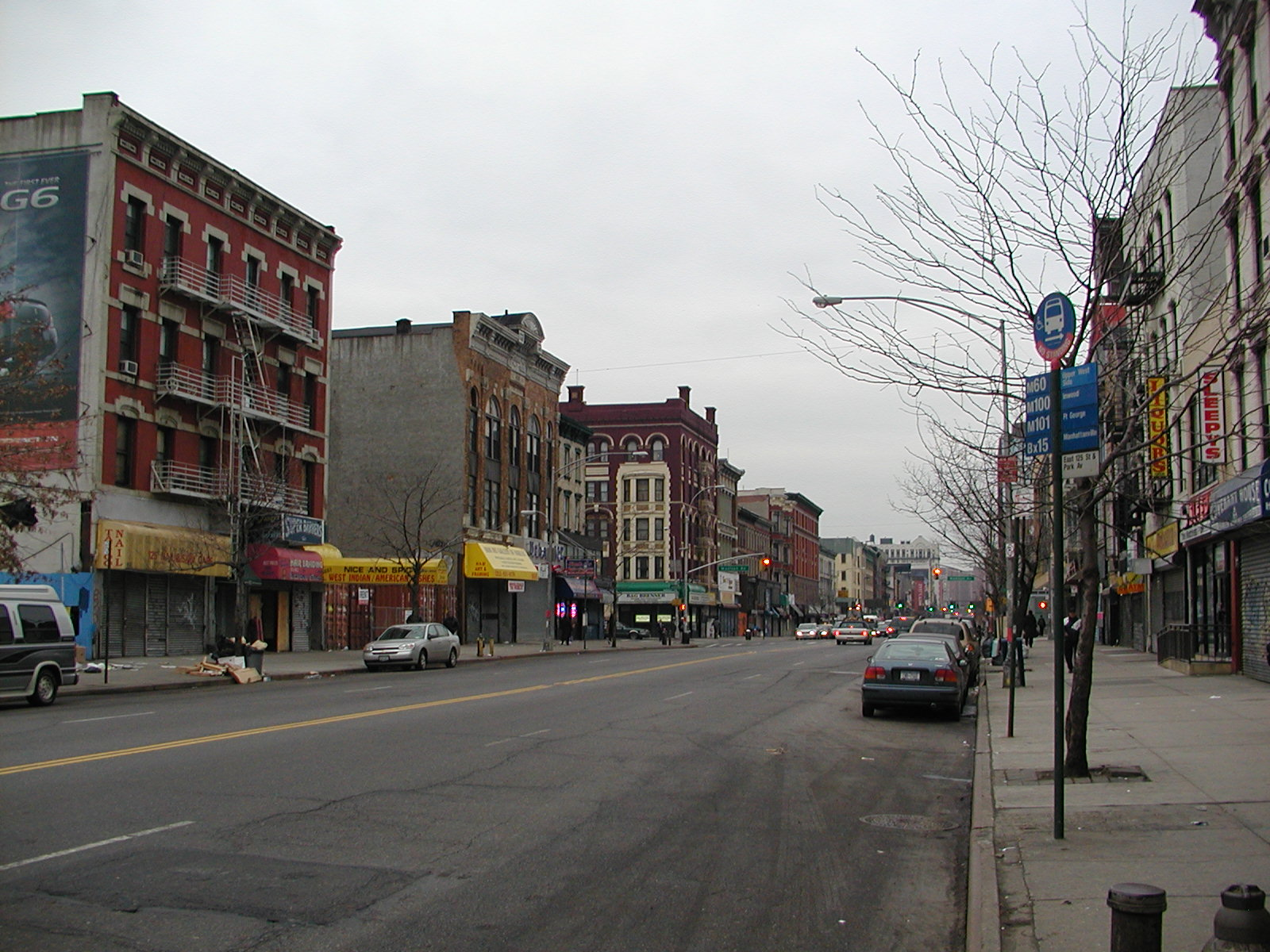
125th Street between Park and Madison Avenue

هارلم، هو أحد الأحياء في مدينة نيويورك يقع في قسم مانهاتن، عرف منذ وقت طويل بأنه مركزاً ثقافياً للأمريكيين من أصل أفريقي وأنه مركز تجاري. وعلى الرغم من أنه ارتبط على مر القرن العشرين بالجريمة والفقر، إلا أنه يشهد حالياً تنمية اجتماعية واقتصادية.

## الموقع والحدود

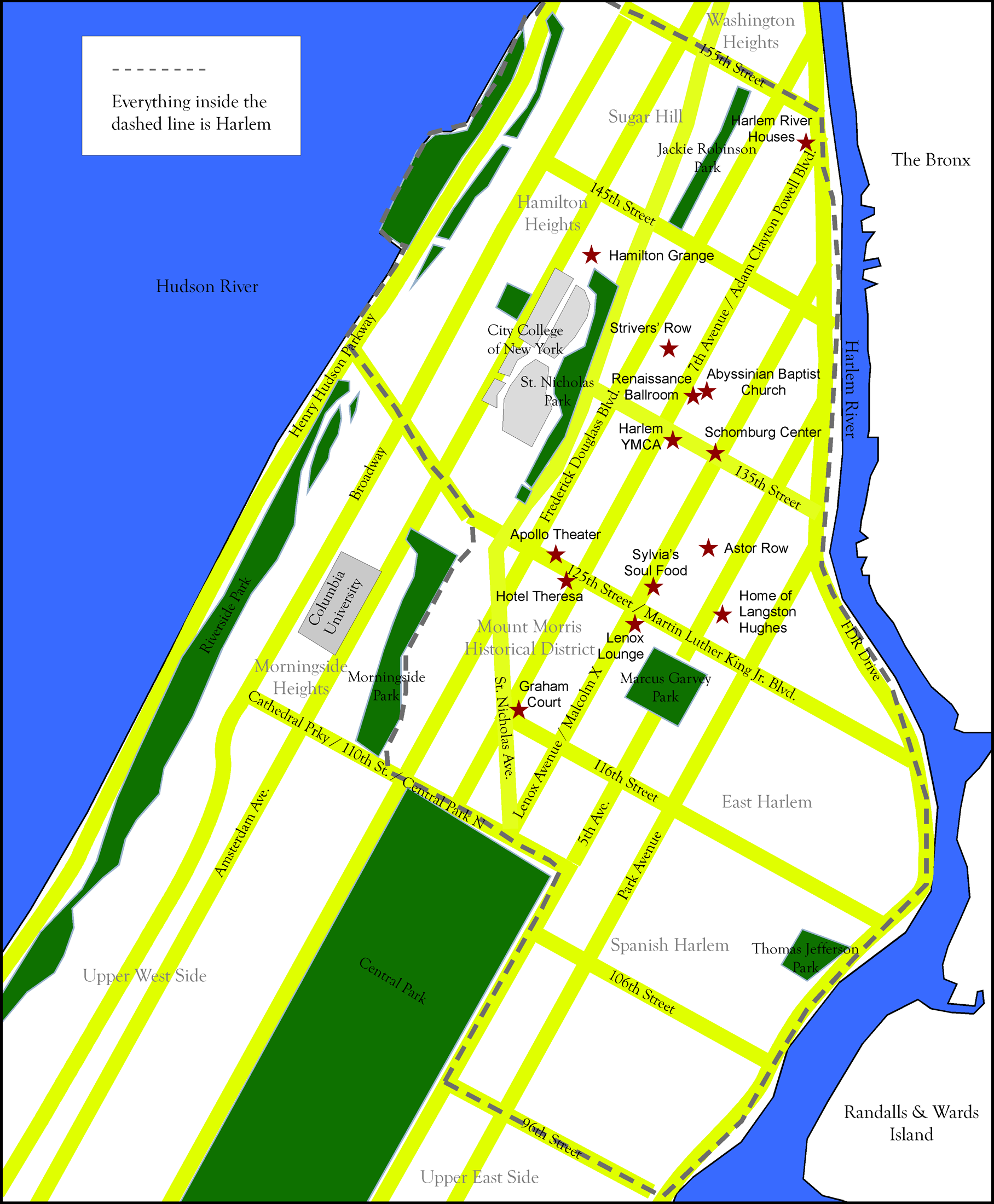
The boundaries of modern Harlem; some landmarks are noted.

حي هارلم أحد أشهر أحياء نيويورك، أخرج أعظم عازفي موسيقى «الجاز» في بداية القرن العشرين، وراقصي ديسكو الشوارع، وفريق «هارلم» العجيب لكرة السلة.
ويوجد اثنان «هارلم»؛ سوداء وأسبانية، وفي الحالتين يوجد بؤس كبير وضجيج موسيقى صاخبة وبيئة مصدرة للجريمة غير المنظمة.
إلا أن «حي هارلم» كان في بداية القرن الماضي خاصًا بأثرياء اليهود والإيطاليين المرتبطين بالمافيا، أما العجيب فإنه على الرغم من كل هذا الفقر وهذه الجرائم، فإنه يضم إحدى أعرق جامعات نيويورك «يونيفيرسيتي»، وكذلك جامعة كولومبيا التي رأس قسم اللغة الإنجليزية في ثمانينيات القرن الماضي فيها الدكتور إدوارد سعيد الفلسطيني الأصل.
في حي هارلم، سوف تشعر بالفجوة المدنية الهائلة الاتساع بينه وبين حي مانهاتن.. فهناك السود ما زالوا منغمسين في معاناتهم العنصرية والطبقية.. وهنا البيض برساميلهم الضخمة، ومراكزهم المتسيِّدة في البيت الأبيض والكونغرس، وفي كبريات الشركات والمصارف.. بينما ترى سكان هارلم ضائعين في أوحال الجريمة والمخدرات، ترتفع من سياراتهم القديمة، أو موتسيكلاتهم آخر صرعات الأغاني الرائعة والراقصة؛ متزينين بملابس عليها صور أبطالهم في عالم الرياضة والغناء
بعد عقود كان فيها حي «هارلم» في مدينة نيويورك الأميركية مرتعاً للجريمة والمخدرات وتمرد الفقراء يعود هذا الحي تدريجياً ليصبح مسالماً ومتصالحاً مع المدينة بعد معارك شرسة للشرطة مع العصابات استمرت سنوات طويلة.
هارلم تحول أيضاً إلى نقطة اجتذاب للسياح الأوروبيين وغيرهم الذين يقصدونه بأعداد كبيرة للاطلاع عن كثب على معالمه الشهيرة مثل مسرح (أبولو) وغيره وأصبح على لائحة المعالم السياحية التي تروج له الوكالات السياحية، وقد وصل مستوى الأمن والاستقرار إلى حدٍ أن السياح عادت إليهم من جديد الرغبة في عيش حياة الليل التي يشتهر بها هارلم.
حتى الرئيس الأميركي السابق بيل كلينتون اختار هارلم ليكون مقراً لمكاتبة الجديدة، وهذا يعطي مؤشراً للمستقبل الباهر والنمو الذي ينتظر هذا الحي وسكانه.
هارلم تغير من حي للجريمة إلى حي سياحي، ومن خط تماس بين السود الأفارقة في الولايات المتحدة والبيض إلى حي أميركي عادي جداً والطموح الأكبر الذي يسعى إليه القائمون على عملية التنمية وسكان الحي.
ولا زال حي «هارلم» في نيويورك سبة في جبين الغرب، وهو حي يسكنه السود الذين يراهم الزائر كأنهم في كوكب غير كوكب الأرض، من البؤس والشقاء والحرمان، ويجوز أن يكونوا هم غير طامحين إلى مستوى معيشي أفضل، ولكن الإهمال المتعمد من قبل الحاكم الأبيض، له دور كبير في ذلك الشقاء، وهم على بعد أمتار من مبنى هيئة الأمم المتحدة ومجلس الأمن الراعي لحقوق الإنسان!
لكن حي هارلم تأسس قبل 200 سنة كمنطقة للمهاجرين من هولندا (سموه علي اسم مدينة هارلم في هولندا). أسسه الهولنديون، لكن الرقيق السود هم الذين بنوه. أحضرتهم سفن شركة «دتش ويست إنديا» الهولندية من أفريقيا، وهي نفس الشركة التي مهدت لاستعمار إندونيسيا وجزر في البحر الكاريبي. (كانت مثل شركة «بريتش إيست انديا» التي مهدت للمستعمرات البريطانية). بدأ الهولنديون «هارلم سندروم» (مرض هارلم المتلازم): تركوا الحي بعد أن تحسنت أحوالهم. وانتقل بعدهم الي هارلم مهاجرون بريطانيون، ثم تركوه بعد أن تحسنت أحوالهم. ثم المان، ثم فرنسيون، ثم إيطاليون، ثم يهود من شرق أوروبا مع بداية القرن العشرين
ثم جاء، مع الحرب العالمية الأولي، دور السود. زحفوا بأعداد كبيرة من ولايات الجنوب هروبا من التفرقة العنصرية، ولملء الوظائف التي خلت بتجنيد الجنود في الحرب. وخلال سنوات قليلة خلت هارلم من أي جنس أو لون غيرهم. وانخفض مستوى الحياة فيها، وزادت مسدساتها، وجرائمها، واغتيالاتها، ومخدراتها. لكن السود بدؤوا ما عرف بـ«عصر نهضة هارلم»، وشيدوا المسارح والأندية الأدبية ومطابع الصحف والكتب. وظهرت «حركة الزنجي الجديد»، وظهر أول جيل من المثقفين السود. هنا ولد دبليو دوبوي، أول أسود نال دكتوراه من جامعة هارفارد (كان عنوان رسالته: «كبت الرقيق في ولايات الجنوب»). وهنا ألف لانغستون هيوز قصيدة «زنجي يتكلم عن الأنهار (الكونغو والنيل ودجلة والفرات)». وهنا عزف لوي آرمسترونغ، أعظم عازف ساكسوفون في القرن العشرين، لحن «احزان الطرف الشرقي» الذي صور حالة السود. وهنا تعلم المغني مايكل جاكسون الغناء.وهنا ولد أسطورة الراب توباك. وهنا ولد كولن باول، أول أسود يصبح قائدا عاما للقوات الأميركية أو وزيرا للخارجية.
وعكست ثقافة وإعلام نيويورك جانبين في حياة سودها: سلبي ربط السود بالقتل والجرائم والمخدرات، وايجابي عكس تطور حالهم. فقد عرضت دور السينما في نيويورك، قبل 40 سنة، فيلم «خمن من سيأتي للعشاء» عن شاب اسود أحب بنتا بيضاء، بينما منعت ولايات الجنوب عرض الفيلم لأنه «يؤذي مشاعر الناس». وعارض، في ذلك الوقت،50% من بيض نيويورك هذا الحب المختلط، بالمقارنة مع 96 % في كل أميركا. وكانت نيويورك واحدة من عشر ولايات فقط لا تمنع زواج البيض والسود. وقبل خمس سنوات نقل الرئيس السابق بيل كلينتون مكتبه من البيت الأبيض الي عمارة في هارلم، وقال انه فعل ذلك كدليل على حبه للسود. وأحب، في الجانب الآخر، كثير من السود كلينتون (وصفه بعضهم، تجاوزاً، بأنه «أول رئيس اسود لأميركا»).
لكن هجرة كلينتون الي هارلم جاءت متأخرة بعض الشيء، لأن «هارلم سندروم» (مرض هارلم المتلازم) دار دورة جديدة. وجاءت موجات مهاجرين جدد: أولا، جاء سمر يتكلمون اللغة الإسبانية، من المكسيك ودول أميركا الوسطي والجنوبية. ثانيا، جاء سود من أفريقيا وجزر البحر الكاريبي. ثالثا، جاء بيض من أحياء نيويورك المجاورة، يبحث كل واحد عن شقة رخيصة بعد أن ارتفعت أسعار الشقق في الحي الذي كان يسكن فيه. وجاء موسم هجرة السود الي مناطق اخري.
. وقالت جريدة «نيويورك تايمز» إن ثلاثين ألف أسود تركوا نيويورك خلال السنوات الخمس الماضية. وقالت إن غالبيتهم عادت الي ولايات الجنوب (بعد مائة سنة من بداية هجرة مضادة). عادوا الي ولايات مسيسيبي، وجورجيا، وألاباما، حيث كان أجدادهم رقيقا وعمالا في مزارع القطن. لكنهم عادوا أكثر تعليما، وثروة وحرية. واشترى واحد من أثريائهم، وهو هنري هوانتوب، منزلا كبيرا في ريف ولاية جورجيا كان يملكه، قبل مائة وخمسين سنة، إقطاعي أبيض. ولم ينس هوانتوب أن يحتفظ، كذكري، بغرف جانبية بائسة كان يسكن فيها عبد أسود.